# Coupe d'Allemagne de football 2023-2024
Navigation
Édition précédente Édition suivante
La Coupe d'Allemagne de football 2023-2024 est la 81e édition de la Coupe d'Allemagne de football (DFB-Pokal) dont le tenant du titre est le RB Leipzig.
Le vainqueur reçoit une place pour la phase de ligue de la Ligue Europa 2024-2025, dans la mesure où il n'est pas qualifié pour la Ligue des champions par l'intermédiaire des quatre premières places du championnat. Dans ce cas, la place reviendrait au club classé sixième du championnat.
La compétition débute avec le premier tour le 11 août 2023 et se clôt par la finale, le 25 mai 2024, à l'Olympiastadion Berlin.

## Calendrier
| Tour | Nom                 | Dates retenues                           | Équipes participantes | Équipes gagnantes |
| 1    | Premier tour        | Du 11 août 2023 au 14 août 2023          | 64                    | 32                |
| 2    | Deuxième tour       | Les 31 octobre 2023 et 1er novembre 2023 | 32                    | 16                |
| 3    | Huitièmes de finale | Les 5 décembre 2023 et 6 décembre 2023   | 16                    | 8                 |
| 4    | Quarts de finale    | Les 30 janvier 2024 et 7 février 2024    | 8                     | 4                 |
| 5    | Demi-finale         | Les 2 avril 2024 et 3 avril 2024         | 4                     | 2                 |
| 6    | Finale              | Le 25 mai 2024                           | 2                     | 1                 |

## Clubs participants

### Localisation
| \| Karlsruhe Hanovre Bersenbrück Brunswick Iéna Balingen Brême Gütersloh Oberneuland Delmenhorst Sch. Mayence Ottensen Halle Bochum Elversberg Essen Rostocker FC Augsbourg Illertissen Lok. Leipzig Coblence Oberachern Mak. Berlin Cottbus FSV Francfort Walldorf Darmstadt Lübeck Ratisbonne Osnabrück Münster Wiesbaden Hoffenheim Fribourg Un. Berlin Heidenheim Han. Rostock FSV · Mayence FC Cologne Munich Bielefeld Fürth Schalke RB Leipzig Unterhaching Sandhausen Vik. Cologne Kiel Dortmund Wolfsburg Hambourg Paderborn Nuremberg Magdebourg Ein. Francfort Hombourg M'gladbach Her. Berlin Stuttgart St. Pauli Düsseldorf Sarrebruck Kaiserslautern Leverkusen \| Localisation des clubs participants. |
| Karlsruhe Hanovre Bersenbrück Brunswick Iéna Balingen Brême Gütersloh Oberneuland Delmenhorst Sch. Mayence Ottensen Halle Bochum Elversberg Essen Rostocker FC Augsbourg Illertissen Lok. Leipzig Coblence Oberachern Mak. Berlin Cottbus FSV Francfort Walldorf Darmstadt Lübeck Ratisbonne Osnabrück Münster Wiesbaden Hoffenheim Fribourg Un. Berlin Heidenheim Han. Rostock FSV · Mayence FC Cologne Munich Bielefeld Fürth Schalke RB Leipzig Unterhaching Sandhausen Vik. Cologne Kiel Dortmund Wolfsburg Hambourg Paderborn Nuremberg Magdebourg Ein. Francfort Hombourg M'gladbach Her. Berlin Stuttgart St. Pauli Düsseldorf Sarrebruck Kaiserslautern Leverkusen                                            |

| Karlsruhe Hanovre Bersenbrück Brunswick Iéna Balingen Brême Gütersloh Oberneuland Delmenhorst Sch. Mayence Ottensen Halle Bochum Elversberg Essen Rostocker FC Augsbourg Illertissen Lok. Leipzig Coblence Oberachern Mak. Berlin Cottbus FSV Francfort Walldorf Darmstadt Lübeck Ratisbonne Osnabrück Münster Wiesbaden Hoffenheim Fribourg Un. Berlin Heidenheim Han. Rostock FSV · Mayence FC Cologne Munich Bielefeld Fürth Schalke RB Leipzig Unterhaching Sandhausen Vik. Cologne Kiel Dortmund Wolfsburg Hambourg Paderborn Nuremberg Magdebourg Ein. Francfort Hombourg M'gladbach Her. Berlin Stuttgart St. Pauli Düsseldorf Sarrebruck Kaiserslautern Leverkusen |

| \| Teutonia Ottensen Hambourg SV FC St. Pauli \| Clubs hambourgeois. |
| Teutonia Ottensen Hambourg SV FC St. Pauli                           |

| Teutonia Ottensen Hambourg SV FC St. Pauli |

| \| Werder Brême FC Oberneuland SV Atlas Delmenhorst \| Clubs brêmois. |
| Werder Brême FC Oberneuland SV Atlas Delmenhorst                      |

| Werder Brême FC Oberneuland SV Atlas Delmenhorst |

| \| Makkabi Berlin Union Berlin Hertha BSC \| Clubs berlinois. |
| Makkabi Berlin Union Berlin Hertha BSC                        |

| Makkabi Berlin Union Berlin Hertha BSC |

| \| Bochum Essen Schalke Dortmund M'gladbach Düsseldorf \| Clubs de la région de la Ruhr. |
| Bochum Essen Schalke Dortmund M'gladbach Düsseldorf                                      |

| Bochum Essen Schalke Dortmund M'gladbach Düsseldorf |

| Légende : Premier tour Deuxième tour Huitième de finalistes Quart de finalistes Demi-finalistes Finaliste Vainqueur |

### Par mode de qualification
| Par les championnats nationaux | Par les championnats nationaux | Par les championnats nationaux | Par les championnats nationaux | Par les championnats nationaux | Par les championnats nationaux | Par les championnats nationaux | Par les championnats nationaux | Par les championnats nationaux | Par les championnats nationaux | Par les championnats nationaux | Par les championnats nationaux |
| --- | --- | --- | --- | --- | --- | --- | --- | --- | --- | --- | --- |
| - 18 clubs de Bundesliga 2022-2023 - Bayern Munich - Borussia Dortmund - RB Leipzig T - Union Berlin - SC Fribourg - Bayer Leverkusen - Eintracht Francfort - VfL Wolfsburg - FSV Mayence - Borussia Mönchengladbach - FC Cologne - TSG Hoffenheim - Werder Brême - VfL Bochum - FC Augsbourg - VfB Stuttgart - Schalke 04 (D2) - Hertha BSC (D2) | - 18 clubs de Bundesliga 2022-2023 - Bayern Munich - Borussia Dortmund - RB Leipzig T - Union Berlin - SC Fribourg - Bayer Leverkusen - Eintracht Francfort - VfL Wolfsburg - FSV Mayence - Borussia Mönchengladbach - FC Cologne - TSG Hoffenheim - Werder Brême - VfL Bochum - FC Augsbourg - VfB Stuttgart - Schalke 04 (D2) - Hertha BSC (D2) | - 18 clubs de Bundesliga 2022-2023 - Bayern Munich - Borussia Dortmund - RB Leipzig T - Union Berlin - SC Fribourg - Bayer Leverkusen - Eintracht Francfort - VfL Wolfsburg - FSV Mayence - Borussia Mönchengladbach - FC Cologne - TSG Hoffenheim - Werder Brême - VfL Bochum - FC Augsbourg - VfB Stuttgart - Schalke 04 (D2) - Hertha BSC (D2) | - 18 clubs de Bundesliga 2022-2023 - Bayern Munich - Borussia Dortmund - RB Leipzig T - Union Berlin - SC Fribourg - Bayer Leverkusen - Eintracht Francfort - VfL Wolfsburg - FSV Mayence - Borussia Mönchengladbach - FC Cologne - TSG Hoffenheim - Werder Brême - VfL Bochum - FC Augsbourg - VfB Stuttgart - Schalke 04 (D2) - Hertha BSC (D2) | - 18 clubs de 2. Bundesliga 2022-2023 - FC Heidenheim (D1) - SV Darmstadt (D1) - Hambourg SV - FC St. Pauli - Fortuna Düsseldorf - SC Paderborn - Karlsruher SC - Holstein Kiel - 1. FC Kaiserslautern - Hanovre 96 - 1. FC Magdebourg - Greuther Fürth - Hansa Rostock - FC Nuremberg - Eintracht Brunswick - Arminia Bielefeld (D3) - Jahn Ratisbonne (D3) - SV Sandhausen (D3) | - 18 clubs de 2. Bundesliga 2022-2023 - FC Heidenheim (D1) - SV Darmstadt (D1) - Hambourg SV - FC St. Pauli - Fortuna Düsseldorf - SC Paderborn - Karlsruher SC - Holstein Kiel - 1. FC Kaiserslautern - Hanovre 96 - 1. FC Magdebourg - Greuther Fürth - Hansa Rostock - FC Nuremberg - Eintracht Brunswick - Arminia Bielefeld (D3) - Jahn Ratisbonne (D3) - SV Sandhausen (D3) | - 18 clubs de 2. Bundesliga 2022-2023 - FC Heidenheim (D1) - SV Darmstadt (D1) - Hambourg SV - FC St. Pauli - Fortuna Düsseldorf - SC Paderborn - Karlsruher SC - Holstein Kiel - 1. FC Kaiserslautern - Hanovre 96 - 1. FC Magdebourg - Greuther Fürth - Hansa Rostock - FC Nuremberg - Eintracht Brunswick - Arminia Bielefeld (D3) - Jahn Ratisbonne (D3) - SV Sandhausen (D3) | - 18 clubs de 2. Bundesliga 2022-2023 - FC Heidenheim (D1) - SV Darmstadt (D1) - Hambourg SV - FC St. Pauli - Fortuna Düsseldorf - SC Paderborn - Karlsruher SC - Holstein Kiel - 1. FC Kaiserslautern - Hanovre 96 - 1. FC Magdebourg - Greuther Fürth - Hansa Rostock - FC Nuremberg - Eintracht Brunswick - Arminia Bielefeld (D3) - Jahn Ratisbonne (D3) - SV Sandhausen (D3) | - 4 premiers de 3. Liga 2022-2023 - SV Elversberg (D2) - VfL Osnabrück (D2) - SV Wehen Wiesbaden (D2) - 1. FC Sarrebruck | - 4 premiers de 3. Liga 2022-2023 - SV Elversberg (D2) - VfL Osnabrück (D2) - SV Wehen Wiesbaden (D2) - 1. FC Sarrebruck | - 4 premiers de 3. Liga 2022-2023 - SV Elversberg (D2) - VfL Osnabrück (D2) - SV Wehen Wiesbaden (D2) - 1. FC Sarrebruck | - 4 premiers de 3. Liga 2022-2023 - SV Elversberg (D2) - VfL Osnabrück (D2) - SV Wehen Wiesbaden (D2) - 1. FC Sarrebruck |
| Par ligues régionales | | | | | | | | | | | |
| - Bade - FC-Astoria Walldorf (D4) - Bavière - FV Illertissen (D4) - SpVgg Unterhaching (D3) - Berlin - TuS Makkabi Berlin (D5) - Brandebourg - Energie Cottbus (D4) - Brême - FC Oberneuland (D5) - Hambourg - FC Teutonia 05 Ottensen (D4) - Hesse - FSV Francfort (D4)                                                                          | - Bade - FC-Astoria Walldorf (D4) - Bavière - FV Illertissen (D4) - SpVgg Unterhaching (D3) - Berlin - TuS Makkabi Berlin (D5) - Brandebourg - Energie Cottbus (D4) - Brême - FC Oberneuland (D5) - Hambourg - FC Teutonia 05 Ottensen (D4) - Hesse - FSV Francfort (D4)                                                                          | - Bade - FC-Astoria Walldorf (D4) - Bavière - FV Illertissen (D4) - SpVgg Unterhaching (D3) - Berlin - TuS Makkabi Berlin (D5) - Brandebourg - Energie Cottbus (D4) - Brême - FC Oberneuland (D5) - Hambourg - FC Teutonia 05 Ottensen (D4) - Hesse - FSV Francfort (D4)                                                                          | - Bade - FC-Astoria Walldorf (D4) - Bavière - FV Illertissen (D4) - SpVgg Unterhaching (D3) - Berlin - TuS Makkabi Berlin (D5) - Brandebourg - Energie Cottbus (D4) - Brême - FC Oberneuland (D5) - Hambourg - FC Teutonia 05 Ottensen (D4) - Hesse - FSV Francfort (D4)                                                                          | - Mecklembourg-Poméranie-Occidentale - Rostocker FC 1895 (D5) - Rhin moyen - Viktoria Cologne (D3) - Basse-Rhénanie - Rot-Weiss Essen (D3) - Basse-Saxe - SV Atlas Delmenhorst (D5) - TuS Bersenbrück (D5) - Rhénanie - FC Rot-Weiß Coblence (D5) - Sarre - FC Hombourg (D4) - Saxe - 1. FC Lokomotive Leipzig (D4)                                                               | - Mecklembourg-Poméranie-Occidentale - Rostocker FC 1895 (D5) - Rhin moyen - Viktoria Cologne (D3) - Basse-Rhénanie - Rot-Weiss Essen (D3) - Basse-Saxe - SV Atlas Delmenhorst (D5) - TuS Bersenbrück (D5) - Rhénanie - FC Rot-Weiß Coblence (D5) - Sarre - FC Hombourg (D4) - Saxe - 1. FC Lokomotive Leipzig (D4)                                                               | - Mecklembourg-Poméranie-Occidentale - Rostocker FC 1895 (D5) - Rhin moyen - Viktoria Cologne (D3) - Basse-Rhénanie - Rot-Weiss Essen (D3) - Basse-Saxe - SV Atlas Delmenhorst (D5) - TuS Bersenbrück (D5) - Rhénanie - FC Rot-Weiß Coblence (D5) - Sarre - FC Hombourg (D4) - Saxe - 1. FC Lokomotive Leipzig (D4)                                                               | - Mecklembourg-Poméranie-Occidentale - Rostocker FC 1895 (D5) - Rhin moyen - Viktoria Cologne (D3) - Basse-Rhénanie - Rot-Weiss Essen (D3) - Basse-Saxe - SV Atlas Delmenhorst (D5) - TuS Bersenbrück (D5) - Rhénanie - FC Rot-Weiß Coblence (D5) - Sarre - FC Hombourg (D4) - Saxe - 1. FC Lokomotive Leipzig (D4)                                                               | - Saxe-Anhalt - Hallescher FC (D3) - Schleswig-Holstein - VfB Lübeck (D3) - Bade du Sud - SV Oberachern (D5) - Sud-Ouest - TSV Schott Mayence (D4) - Thuringe - FC Carl Zeiss Iéna (D4) - Westphalie - FC Gütersloh (D4) - SC Preußen Münster (D3) - Wurtemberg - TSG Balingen Fußball (D4) | - Saxe-Anhalt - Hallescher FC (D3) - Schleswig-Holstein - VfB Lübeck (D3) - Bade du Sud - SV Oberachern (D5) - Sud-Ouest - TSV Schott Mayence (D4) - Thuringe - FC Carl Zeiss Iéna (D4) - Westphalie - FC Gütersloh (D4) - SC Preußen Münster (D3) - Wurtemberg - TSG Balingen Fußball (D4) | - Saxe-Anhalt - Hallescher FC (D3) - Schleswig-Holstein - VfB Lübeck (D3) - Bade du Sud - SV Oberachern (D5) - Sud-Ouest - TSV Schott Mayence (D4) - Thuringe - FC Carl Zeiss Iéna (D4) - Westphalie - FC Gütersloh (D4) - SC Preußen Münster (D3) - Wurtemberg - TSG Balingen Fußball (D4) | - Saxe-Anhalt - Hallescher FC (D3) - Schleswig-Holstein - VfB Lübeck (D3) - Bade du Sud - SV Oberachern (D5) - Sud-Ouest - TSV Schott Mayence (D4) - Thuringe - FC Carl Zeiss Iéna (D4) - Westphalie - FC Gütersloh (D4) - SC Preußen Münster (D3) - Wurtemberg - TSG Balingen Fußball (D4) |
| T = Tenant du titre · D1 = Bundesliga 23-24 · D2 = 2. Bundesliga 23-24 · D3 = 3. Liga 23-24 · D4 = Regionalliga 23-24 · D5 = Oberliga 23-24 | | | | | | | | | | | |

1. ↑  Les fédérations régionales avec le plus grand nombre d'équipes envoient chacune deux représentants (Bavière, Basse-Saxe et Westphalie). Les autres ligues envoient les équipes ayant remporté leurs coupes régionales respectives.
2. ↑  La Fédération bavaroise de football envoie le vainqueur de la coupe de Bavière et l'équipe la mieux classée en Regionalliga Bavière (hors réserves).
3. ↑  La Fédération basse-saxonne de football divise sa coupe en deux parcours : l'un pour les équipes de 3. Liga et de Regionalliga Nord, l'autre pour les équipes des divisions inférieures.
4. ↑  Finaliste de la coupe de Basse-Saxe (3. Liga et Regionalliga), le SV Atlas Delmenhorst est qualifié malgré sa défaite, car le gagnant de la coupe, le VfL Osnabrück, s'est déjà qualifié via sa deuxième place en 3. Liga.
5. ↑  Les deux finalistes de la coupe de Sarre s'étant déjà tous deux qualifiés (le SV Elversberg et le 1. FC Sarrebruck ayant obtenu respectivement les première et quatrième places de 3. Liga), un barrage est organisé entre les deux équipes éliminées en demi-finale. Ainsi le FC Hombourg a défait le SV Auersmacher sur un score de 4 à 1 pour obtenir sa place en DFB-Pokal.
6. ↑  La Fédération de football et d'athlétisme de Westphalie envoie le vainqueur de la coupe de Westphalie ainsi que l'équipe westphalienne la mieux classée en Regionalliga Ouest (hors réserves).

## Résultats

### Premier tour
Le premier tour se déroule du 11 août 2023 au 14 août 2023. Le tirage au sort a lieu le 20 juin 2023.
| Club recevant                 | Score                | Club visiteur                 |
| ----------------------------- | -------------------- | ----------------------------- |
| (D3) 1. FC Sarrebruck         | 2 - 1                | Karlsruher SC (D2)            |
| (D3) SV Sandhausen            | 3 - 3 ap (4 - 2 tab) | Hanovre 96 (D2)               |
| (D5) TuS Bersenbrück          | 0 - 7                | Borussia Mönchengladbach (D1) |
| (D2) Eintracht Brunswick      | 1 - 3                | Schalke 04 (D2)               |
| (D4) FC Carl Zeiss Iéna       | 0 - 5                | Hertha BSC (D2)               |
| (D4) TSG Balingen Fußball     | 0 - 4                | VfB Stuttgart (D1)            |
| (D3) Viktoria Cologne         | 3 - 1                | Werder Brême (D1)             |
| (D4) FC Gütersloh             | 0 - 2                | Holstein Kiel (D2)            |
| (D5) FC Oberneuland           | 1 - 9                | FC Nuremberg (D2)             |
| (D5) SV Atlas Delmenhorst     | 0 - 5                | FC St. Pauli (D2)             |
| (D4) TSV Schott Mayence       | 1 - 6                | Borussia Dortmund (D1)        |
| (D4) FC Teutonia 05 Ottensen  | 0 - 8                | Bayer Leverkusen (D1)         |
| (D3) Hallescher FC            | 0 - 1                | Greuther Fürth (D2)           |
| (D3) Arminia Bielefeld        | 2 - 2 ap (4 - 1 tab) | VfL Bochum (D1)               |
| (D2) SV Elversberg            | 0 - 1                | FSV Mayence (D1)              |
| (D3) Rot-Weiss Essen          | 3 - 3 ap (3 - 4 tab) | Hambourg SV (D2)              |
| (D5) Rostocker FC 1895        | 0 - 8                | FC Heidenheim (D1)            |
| (D3) SpVgg Unterhaching       | 2 - 0                | FC Augsbourg (D1)             |
| (D4) FV Illertissen           | 1 - 3                | Fortuna Düsseldorf (D2)       |
| (D4) 1. FC Lokomotive Leipzig | 0 - 7                | Eintracht Francfort (D1)      |
| (D5) FC Rot-Weiß Coblence     | 0 - 5                | 1. FC Kaiserslautern (D2)     |
| (D5) SV Oberachern            | 0 - 2                | SC Fribourg (D1)              |
| (D5) TuS Makkabi Berlin       | 0 - 6                | VfL Wolfsburg (D1)            |
| (D4) Energie Cottbus          | 0 - 7                | SC Paderborn (D2)             |
| (D4) FSV Francfort            | 1 - 1 ap (0 - 3 tab) | Hansa Rostock (D2)            |
| (D4) FC-Astoria Walldorf      | 0 - 4                | Union Berlin (D1)             |
| (D4) FC Hombourg              | 3 - 0                | SV Darmstadt (D1)             |
| (D3) VfB Lübeck               | 1 - 4                | TSG Hoffenheim (D1)           |
| (D3) Jahn Ratisbonne          | 1 - 2                | 1. FC Magdebourg (D2)         |
| (D2) VfL Osnabrück            | 1 - 3 ap             | FC Cologne (D1)               |
| (D3) Preußen Münster          | 0 - 4                | Bayern Munich (D1)            |
| (D2) Wehen Wiesbaden          | 2 - 3                | RB Leipzig (D1)               |

### Deuxième tour
Le deuxième tour se déroule du 31 octobre 2023 au 1er novembre 2023. Le tirage au sort a lieu le 1er octobre 2023.
| Club recevant                 | Score                | Club visiteur            |
| ----------------------------- | -------------------- | ------------------------ |
| (D1) Borussia Dortmund        | 1 - 0                | TSG Hoffenheim (D1)      |
| (D1) SC Fribourg              | 1 - 3                | SC Paderborn (D2)        |
| (D1) VfB Stuttgart            | 1 - 0                | Union Berlin (D1)        |
| (D1) Borussia Mönchengladbach | 3 - 1                | FC Heidenheim (D1)       |
| (D2) FC Nuremberg             | 3 - 2 ap             | Hansa Rostock (D2)       |
| (D2) Hertha BSC               | 3 - 0                | FSV Mayence (D1)         |
| (D2) 1. FC Kaiserslautern     | 3 - 2                | FC Cologne (D1)          |
| (D3) 1. FC Sarrebruck         | 2 - 1                | Bayern Munich (D1)       |
| (D3) Arminia Bielefeld        | 1 - 1 ap (3 - 4 tab) | Hambourg SV (D2)         |
| (D4) FC Hombourg              | 2 - 1                | Greuther Fürth (D2)      |
| (D2) FC St. Pauli             | 2 - 1 ap             | Schalke 04 (D2)          |
| (D1) VfL Wolfsburg            | 1 - 0                | RB Leipzig (D1)          |
| (D3) SpVgg Unterhaching       | 3 - 6 ap             | Fortuna Düsseldorf (D2)  |
| (D3) SV Sandhausen            | 2 - 5                | Bayer Leverkusen (D1)    |
| (D3) Viktoria Cologne         | 0 - 2                | Eintracht Francfort (D1) |
| (D2) Holstein Kiel            | 3 - 3 ap (3 - 4 tab) | 1. FC Magdebourg (D2)    |

### Huitièmes de finale
Les huitièmes de finale se déroulent les 5 décembre 2023 et 6 décembre 2023.
| Club recevant                 | Score                | Club visiteur            |
| ----------------------------- | -------------------- | ------------------------ |
| (D1) VfB Stuttgart            | 2 - 0                | Borussia Dortmund (D1)   |
| (D1) Borussia Mönchengladbach | 1 - 0 ap             | VfL Wolfsburg (D1)       |
| (D2) Hertha BSC               | 3 - 3 ap (5 - 3 tab) | Hambourg SV (D2)         |
| (D1) Bayer Leverkusen         | 3 - 1                | SC Paderborn (D2)        |
| (D2) 1. FC Kaiserslautern     | 2 - 0                | FC Nuremberg (D2)        |
| (D2) 1. FC Magdebourg         | 1 - 2                | Fortuna Düsseldorf (D2)  |
| (D3) 1. FC Sarrebruck         | 2 - 0                | Eintracht Francfort (D1) |
| (D4) FC Hombourg              | 1 - 4                | FC St. Pauli (D2)        |

### Quarts de finale
Les quarts de finale se déroulent les 30 janvier 2024 et 31 janvier 2024.
| Club recevant         | Score                | Club visiteur                 |
| --------------------- | -------------------- | ----------------------------- |
| (D3) 1. FC Sarrebruck | 2 - 1                | Borussia Mönchengladbach (D1) |
| (D2) Hertha BSC       | 1 - 3                | 1. FC Kaiserslautern (D2)     |
| (D1) Bayer Leverkusen | 3 - 2                | VfB Stuttgart (D1)            |
| (D2) FC St. Pauli     | 2 - 2 ap (3 - 4 tab) | Fortuna Düsseldorf (D2)       |

### Demi-finales
Les demi-finales se déroulent les 2 avril 2024 et 3 avril 2024.
| Club recevant         | Score | Club visiteur             |
| --------------------- | ----- | ------------------------- |
| (D1) Bayer Leverkusen | 4 - 0 | Fortuna Düsseldorf (D2)   |
| (D3) 1. FC Sarrebruck | 0 - 2 | 1. FC Kaiserslautern (D2) |

## Finale
| 25 mai 2024 | (D2) 1. FC Kaiserslautern | 0 - 1   | Bayer Leverkusen (D1) | Olympiastadion, Berlin                           |                                                  |
| 20h00 CEST  |                           | (0 - 1) | 17e Granit Xhaka      | Spectateurs : 74 322 Arbitrage : Bastian Dankert | Spectateurs : 74 322 Arbitrage : Bastian Dankert |
| 20h00 CEST  | Rapport                   |         |                       | Spectateurs : 74 322 Arbitrage : Bastian Dankert | Spectateurs : 74 322 Arbitrage : Bastian Dankert |

## Primes
Pour la Coupe d'Allemagne de football 2023-2024, 76 millions d'euros sont reversés aux participants :
| Tour atteint                     | Prime par équipe | Prime cumulée par équipe | Prime par tour | Prime par tour cumulée |
| -------------------------------- | ---------------- | ------------------------ | -------------- | ---------------------- |
| Premier tour (64 équipes)        | 0.215.600 €      | 0.215.600 €              | 13.798.400 €   | 13.798.400 €           |
| Deuxième tour (32 équipes)       | 0.431.200 €      | 0.646.800 €              | 13.798.400 €   | 27.596.800 €           |
| Huitièmes de finale (16 équipes) | 0.862.400 €      | 1.509.200 €              | 13.798.400 €   | 41.395.200 €           |
| Quarts de finale (8 équipes)     | 1.724.800 €      | 3.234.000 €              | 13.798.400 €   | 55.193.600 €           |
| Demi-finale (4 équipes)          | 3.449.600 €      | 6.683.600 €              | 13.798.400 €   | 68.992.000 €           |
| Finaliste (perdant) (1 équipe)   | 2.880.000 €      | 9.563.600 €              | 2.880.000 €    | 71.872.000 €           |
| Finaliste (vainqueur) (1 équipe) | 4.320.000 €      | 11.003.600 €             | 4.320.000 €    | 76.192.000 €           |